# Ushio to Tora
Ushio to Tora (tiếng Việt: Ushio và Tora, Cậu bé thần thương) là một bộ truyện tranh manga của họa sĩ Kazuhiro Fujita, xuất bản năm 1992 và đã được chuyển thể thành phim hoạt hình.

## Cốt truyện
Câu chuyện xoay quanh cuộc phiêu lưu và chiến đấu của Ushio Aotsuki, người khám phá ra những bí mật của dòng họ rồi sau đó dính đến những rắc rối, những việc ma quái và một con yêu quái có ngoại hình giống hổ.
Gia đình Ushio là người giữ đền Shinto tại Nhật Bản, nơi mà 500 năm trước, một "Samurai" đã chiến đấu với một con quái thú mà đến hiện giờ vẫn còn sống, và người võ sĩ đã phong ấn con quái thú lại bằng ngọn thương của mình tên của ngọn thương đó là "Beast Spear" (Quái Thương), được sử dụng như một vũ khí trừ tà, cây thương có thể hấp thụ sinh khí của người sử dụng và làm tăng khả năng cũng như sức mạnh của người cầm. Ushio trong một dịp tình cờ đã mở cửa nơi giam cầm Tora (とら, Tiếng Nhật gọi Tora là hổ).
Trong một "sự cố" ngoài ý muốn Ushio đã gỡ cây thương ghim Tora vào tường (trước đó Tora đã ám chỉ rằng khi phong ấn được giải trừ thì việc đầu tiên sẽ làm là ăn thịt Ushio và con người), do ma lực của Tora sau khi được giải phóng khỏi căn hầm đã hấp dẫn những yêu ma khác đến. Ushio sau đó bị bắt buộc phải thả Tora, dù biết rằng Tora sẽ ăn thị Ushio sau khi được thả, nhưng khi Ushio cầm cây thương theo mình và sử dụng được năng lực của cây thương thì Tora hoảng sợ vì sợ lại bị phong ấn mà giúp đỡ Ushio. Câu chuyện nói về mối quan hệ của hai người, những phiền toái mà họ gặp phải và sự thích nghi của Tora với cuộc sống hiện đại.
Truyện còn nói về mối quan hệ giữa Ushio và hai cô gái: một người mạnh mẽ tên là Nakamura Asako và một người đầy nữ tính là Inoue Mayuko (cả hai đều là hoa khôi của trường nơi Ushio đang học)
Phần lớn truyện nói về những trận chiến của Ushio và Tora với youkai (Quỷ) và những quái thú trong truyền thuyết Nhật Bản.

## Nhân vật chính
Aotsuki Ushio
Con trai của một chụ trì ngôi chù và một nữ pháp sư, định mệnh đã gắn liền Ushio với Quái Thương và đánh hạ một yêu quái siêu cấp tên là Bạch Diện (Hakumen no Mono). Ushio là một con người nhân từ và biết trân trọng tình bạn cũng như những tình cảm, vật chất xung quanh mình. Với sự hướng dẫn của Tora, Ushio dần khám phá ra những bí mật và ngăn những cuộc tấn công của những yêu quái cho đến khi gặp Bạch Diện. Ushio yêu Masako và quan tâm đến Mayuko, và sẵn sàng bảo vệ họ khỏi những cuộc tấn công của yokai.
Tora(Trường Phi Hoàn)
Một đại yêu quái thần bí màu vàng được thả khi Ushio nhổ Quái Thương ra, bị giam cầm trong tầng hầm của đền nhà Ushio, được biết với tên Nagatobimaru (Trường Phi Hoàn), một đại yêu quái đáng sợ trong thời đại trước với sức mạnh và khả năng triệu hồi sấm sét và phun ra lửa. Bị giam cầm trong tầng hầm suốt 500 năm, Tora rất thích thú với thế giới hiện đại và những phong tục văn hóa trong thế giới mới. Món ăn ưa thích nhất của Tora là hamburger, món mà Mayuko luôn mang theo khi họ gặp mặt. Trận chiến cuối cùng với Bạch Diện, Đã giúp Tora nhớ lại những mối quan hệ của mình với hắn và những gì trước khi trở thành yêu quái.
Nakamura Asako
Là một cô nàng nóng tính bạn thuở thơ ấu của Ushio và Mayuko. Asako và Ushio yêu nhau, và cả hai đều quan tâm đến Mayuko. Nhà của Asako là một tiệm mì ramen.
Inoue Mayuko
Bạn thân của Ushio và Asako. Mayuko rất dễ thương và đầy nữ tính. mayuko quan tâm đến Ushio và cả Tora, Mayoko thường mang hamburger đến cho Tora mỗi khi gặp mặt. Về sau, Mayuko đảm nhận vị trí của Kirio như người kế vị. Và Mayuko dần khám phá ra huyết thống của mình có quan hệ đến một pháp sư vĩ đại. Và Mayuko có thể tạo kết giới đủ mạnh để giam giữ Bạch Diện.
Reiko
Một cô gái mồ côi học cùng trường với Ushio, Masako và Mayuko. Cha của Reiko thường quan tâm và bảo vệ cô quá mức, và khi chết ông ấy đã biến thành quỷ để bảo vệ và xua đuổi những ai xung quanh con gái mình. Reiko vì vậy mà không có bạn bè xung quanh và cảm thấy cô đơn buồn bã. Ushio xuất hiện đã cho cha Reiko nhận thấy sai lầm của mình và đến thế giới bên kia. Nhờ vậy, Reiko có được một cuộc sống bình thường và thành bạn thân với Ushio, Masako và Mayuko.
Aotsuki Shigure
Cha của Ushio và là chủ trì đền thờ. Nhưng thân phận thật sự của ông là một pháp sư có pháp lực rất mạnh và là thành viên của một tổ chứ pháp sư chống lại các yokai.
Jie Mei
Linh hồn bảo vật sống trong bóng tối của Quái Thương. Là em gái của Giryou, người đã hi sinh để rèn cây Quái Thương. Jie Mei là người có khả năng biết đựợc tương lai và là một pháp sư vĩ đại. Có thể hiện thân ở bất cứ đâu, và lần xuất hiện đầu tiên để ngăn Ushio biến thành ác thú khi linh hồn hoàn toàn bị hấp thụ bởi cây thương.
Giryou
Anh của Jie Mei, là thợ rèn giỏi nhưng đã hóa điên khi không thể bảo vệ em gái mình. Trong cơn giận dữ, đau buồn và phẫn nộ, Cơ thể Giryou đã biến thành thân thương. Linh hồn của Giryou bị mắc kẹt trong bóng tối của cây thương không như em gái mình Giryou chỉ thể hiện trong cây thương qua phẫn nộ
Bạch Diện
Là yêu quái mạnh nhất trong lịch sử. Hình dạng là một con hồ li chín đuôi. Trong thời cổ đại đã hủy diệt nhiều đất nước khi gieo rắc nỗi sợ hãi trong con người và cả yêu quái. Hiện tại đang bị giam trong một màn phong ấn rất mạnh được tạo bởi con cháu qua từng thế hệ của một nữ pháp sư.

## Liên kế ngoài
- Article tại IMDB
- Ushio to Tora (manga) tại từ điển bách khoa của Anime News Network
- Ushio to Tora (anime) tại từ điển bách khoa của Anime News Network